# Hiltgunt Zassenhaus

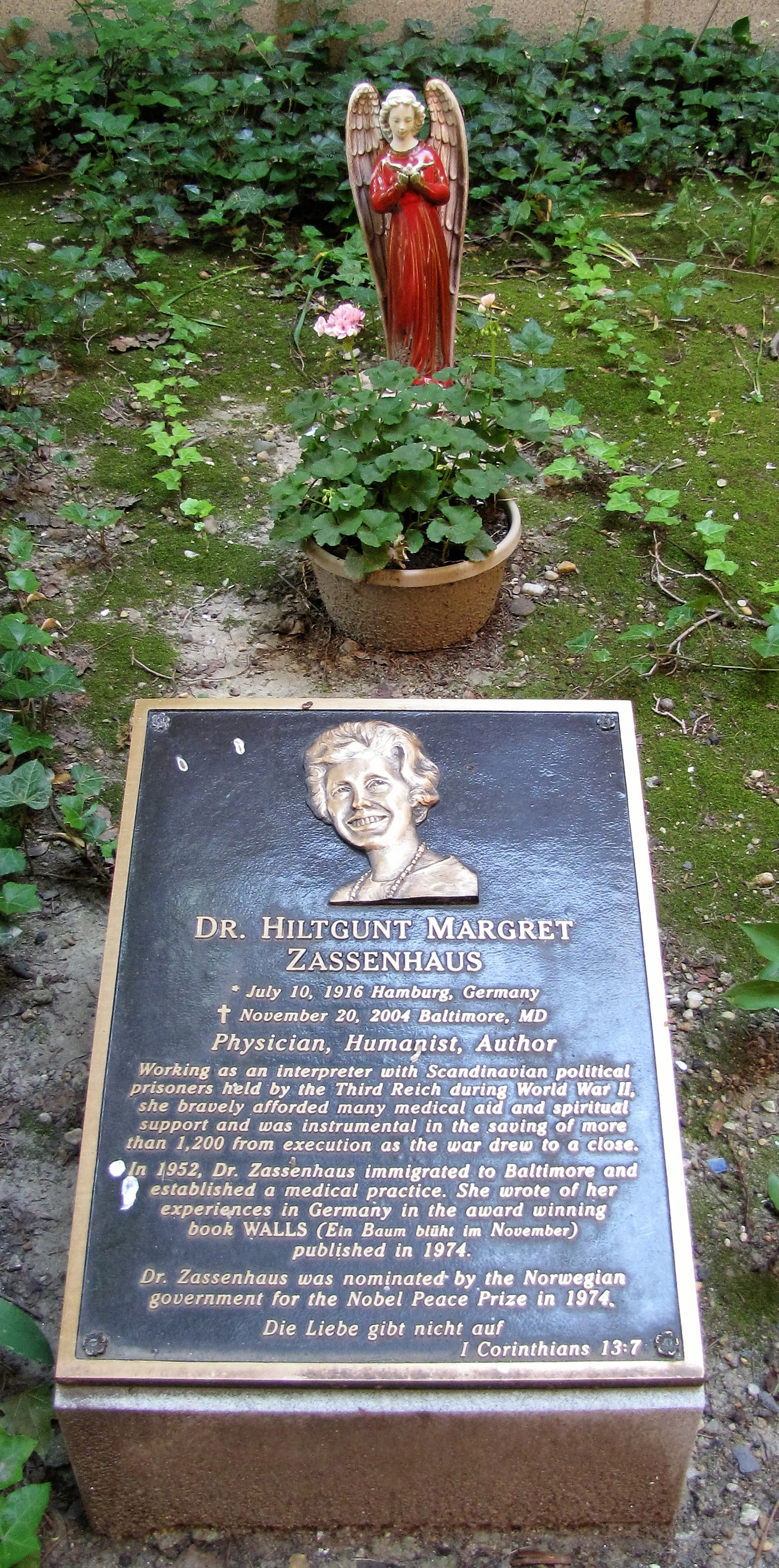
Grab von Hiltgunt Zassenhaus im Memorial Garden (Zion Church of the City of Baltimore, 2009)

Hiltgunt Margret Zassenhaus (nach ihrer Emigration in die USA meist: H. Margret Zassenhaus, * 10. Juli 1916 in Hamburg; † 20. November 2004 in Baltimore) war eine amerikanische Ärztin und Autorin deutscher Herkunft. Durch ihre Unterstützung skandinavischer Gefangener im Zweiten Weltkrieg galt sie als der Engel von Fuhlsbüttel.

## Leben und Werk
Hiltgunt Zassenhaus wuchs auf in einer Familie des Hamburger Bildungsbürgertums. Sie war die Schwester des Mathematikers Hans Julius Zassenhaus. Nach dem Abitur 1935 auf dem Gymnasium Allee ging sie für 18 Monate nach Dänemark. Anschließend studierte sie Skandinavistik an der Universität Hamburg und wurde 1938 Diplom-Übersetzerin.
Nach der deutschen Invasion in Dänemark und Norwegen 1940 wurden zahlreiche Gefangene in die Hamburger Strafanstalt Fuhlsbüttel verbracht. Im Oktober 1942 war ein Höchststand von 469 norwegischen Häftlingen zu verzeichnen. Die Justizverwaltung stellte am 17. Oktober 1942 Hiltgunt Zassenhaus als Dolmetscherin und zur Briefzensur ein, die sie jedoch unterlief. 1943 begann sie mit einem Medizinstudium. Ab Mai 1943 wurde sie zur Überwachung bei den Besuchen der norwegischen und dänischen Seemannspastoren eingesetzt. Tatsächlich beteiligte sie sich jedoch – zusammen mit den Pastoren Conrad Vogt-Svendsen und Arne Berge von der norwegischen Seemannsmission in Hamburg – am Einschmuggeln von Tabak, Lebensmitteln, Medikamenten und Schreibmaterial. Nach der Verlegung von Häftlingen reiste sie auch nach Mecklenburg, um die im Zuchthaus Dreibergen bei Bützow einsitzenden Gefangenen zu besuchen. 
Aus den so erhaltenen Kenntnissen erarbeitete sie eine Geheimkartei, die Namen und Informationen von dänischen und norwegischen Gefangenen enthielt. Anfang 1945 erwies sich diese Kartei als unentbehrliche Grundlage der Rettungsaktion der Weißen Busse, als Hiltgunt Zassenhaus sie dem schwedischen Roten Kreuz zukommen lassen konnte. Dadurch konnten 735 Häftlinge in die Rettungsaktion einbezogen werden.
Nach Kriegsende setzte Hiltgunt Zassenhaus ihr Medizinstudium zunächst in Hamburg fort. Zugleich engagierte sie sich für deutsche Waisenkinder und gründete ein Hilfswerk dazu. Sie studierte weiter in Kopenhagen. 1947 erschien eine erste Fassung ihrer Erinnerungen unter dem Titel „Halt Wacht im Dunkel“.
1952 wanderte sie in die USA aus und eröffnete eine Praxis in Baltimore, in der sie bis ins hohe Alter tätig war. Sie war Mitglied der ärztlichen Ethik-Kommission von Baltimore.
1974 erschien unter dem Titel Walls eine neue Fassung ihrer Erinnerungen, die in den USA und Skandinavien sehr erfolgreich war. Im selben Jahr nominierte sie das norwegische Parlament für den Friedensnobelpreis. Die amerikanische Bücherei-Vereinigung listete das Buch als eins der 25 besten Bücher für Jugendliche. Die deutsche Fassung Ein Baum blüht im November erhielt 1981 den Evangelischen Buchpreis. Dieses Buch trägt romanhafte Züge, enthält fiktive Personen und Handlungen, weicht in vielen Details von ihrer früheren Darstellung ab und kann deshalb kaum als historische Quelle dienen.

## Auszeichnungen und Ehrungen
- St. Olavs-Orden
- Dannebrog-Orden
- 1969: Bundesverdienstkreuz
- 1981: Evangelischer Buchpreis für Ein Baum blüht im November
- 1986: Hamburgische Ehrendenkmünze in Gold
- 1990: Ehrensenatorin der Universität Hamburg[3]
- Dr.-Hiltgunt-Zassenhaus-Straße in Bützow (Landkreis Rostock)
- 2007: Zassenhausweg in Hamburg-Iserbrook[4]
- 2008: Gedenkrelief der Bildhauerin Doris Waschk-Balz im Treppenhaus des Gymnasiums Allee in Hamburg

## Werke
- Halt Wacht im Dunkel. Wedel in Holstein: Alster-Verlag 1947, Lizenzausgabe Berlin: Neues Leben 1948; dänisch: Kopenhagen: Hasselbach 1947; norwegisch: Bergen: Grieg 1947, 3. Auflage Oslo: Tiden 1969
- Ein Baum blüht im November. Bericht aus den Jahren des Zweiten Weltkrieges. Hamburg, Hoffmann und Campe 1974 (später Bergisch Gladbach: Lübbe 1992, ISBN 3-404-61228-0. Neuausgabe Zürich: Kopernikus 2005, ISBN 3-9520400-0-2)

## Film
- Peter Morley: Women of Courage, vierteilige Dokumentarserie, Großbritannien, 1980, Episode It Mattered to Me, 52 Minuten.[5]